# سیارک ۲۳۹۵
سیارک ۲۳۹۵ (به انگلیسی: 2395 Aho، نامگذاری:1977FA) دو هزار و سیصد و نود و پنجمین سیارک کشف شده‌است که در ۱۷ مارس ۱۹۷۷ کشف شد.
قدر مطلق سیارک برابر ۱۲٫۶۰ است.